# Grigorij Malechońkow
Grigorij Andriejewicz Malechońkow (ros. Григорий Андреевич Малехоньков, ur. 26 listopada 1906 we wsi Machowica w guberni orłowskiej, zm. 22 lutego 1957 w Kustanaju) – radziecki działacz partyjny.

## Życiorys
1923-1924 sekretarz odpowiedzialny gminnego komitetu Komsomołu w guberni orenburskiej, 1924-1927 uczył się w technikum rolniczym w Orenburgu, po ukończeniu którego pracował w Karakałpackim Obwodowym Oddziale GPU jako pomocnik pełnomocnika i pełnomocnik. Od 1927 członek WKP(b), 1930-1931 instruktor okręgowej komisji kontrolnej WKP(b)/Inspekcji Robotniczo-Chłopskiej w Kyzyłordzie, następnie dyrektor stanicy maszynowo-traktorowej w obwodzie zachodniokazachstańskim, później dyrektor stanicy maszynowo-traktorowej w obwodzie orenburskim. 1937-1939 szef obwodowego zarządu zbożowego w Orenburgu/Czkałowie, 1939-1941 kierownik Wydziału Przemysłowego Czkałowskiego Komitetu Obwodowego WKP(b), 1941-1943 sekretarz Czkałowskiego Komitetu Obwodowego WKP(b) ds. przemysłu. Od 1 sierpnia 1941 pełnomocnik Państwowego Komitetu Obrony ZSRR, 1943-1944 słuchacz Wyższej Szkoły Organizatorów Partyjnych przy KC WKP(b), od grudnia 1944 do grudnia 1948 III sekretarz Komitetu Obwodowego WKP(b) w Kujbyszewie (obecnie Samara), od 30 grudnia 1948 do 7 czerwca 1951 przewodniczący Komitetu Wykonawczego Kujbyszewskiej Rady Obwodowej. Od maja 1951 do lipca 1952 I sekretarz Komitetu Obwodowego WKP(b) w Smoleńsku, 1952-1955 słuchacz Wyższej Szkoły Partyjnej przy KC WKP(b)/KPZR, od czerwca 1955 do końca życia II sekretarz Komitetu Obwodowego KPK w Kustanaju.